# La rivoluzione c'è già stata
La rivoluzione c'è già stata è il quarto disco della riunita per l'occasione Assemblea Musicale Teatrale, pubblicato nel 2002.
Su pressione di Gian Piero Alloisio, nel 2002 l'Assemblea si riunisce per produrre un nuovo disco dopo più di vent'anni di inattività. Nonostante i componenti dell'Assemblea non siano più i ragazzi degli settanta, il disco ha la capacità di entrare nel vivo di argomenti decisamente di attualità: come ad esempio Silvio, canzone-racconto con influssi reggae su Silvio Berlusconi (presidente del consiglio eletto nel 2001), che termina con la celebre frase ""Non temo Berlusconi in sé, temo Berlusconi in me, e Genova G8 A Claudio Lizza, riguardo alle manifestazioni avvenute a Genova nel 2001 in concomitanza con il G8.

## Tracce
1. La Rivoluzione c'è già stata – 4:57
2. Mohammed – 4:38
3. Le Nuvole – 3:22
4. Silvio – 5:39
5. Genova 8 A Claudio Lizza – 4:47
6. La Vergine e il Tentatore – 5:02
7. Sei Sei Sei – 4:02
8. Il Cugino di Gesù – 5:49
9. Il Destino – 3:56
10. Multietnica – 4:10

## Formazione
- Alberto Canepa - voce e percussioni
- Gian Piero Alloisio - voce e chitarra
- Giorgia Marzano - voce
- Gianni Martini - chitarra e voce
- Bruno Biggi - basso
- Ezio Cingano - tastiera
- Mauro Arena - batteria e percussioni
- Roberta Alloisio - voce